# Kelvis Padrino
Kelvis Padrino, né le 26 février 1997 à Pariaguán dans l'État d'Anzoátegui, est un athlète vénézuélien, spécialiste du 200 mètres et du 400 mètres. 

## Biographie
En 2021, il remporte le 400 mètres des Championnats d'Amérique du Sud se déroulant à Guayaquil avec un temps de 45 s 82. 

## Palmarès
| Date | Compétition                              | Lieu         | Résultat | Épreuve   | Marque        |
| ---- | ---------------------------------------- | ------------ | -------- | --------- | ------------- |
| 2013 | Championnats du monde jeunesse           | Donetsk      | 29e      | 400 m     | 48 s 70       |
| 2014 | Championnats d'Amérique du Sud jeunesse  | Cali         | 6e       | 400 m     | 48 s 89       |
| 2017 | Relais mondiaux                          | Nassau       | 11e      | 4 × 200 m | 1 min 25 s 69 |
| 2017 | Championnats d'Amérique du Sud           | Asuncion     | 5e       | 400 m     | 46 s 67       |
| 2017 | Championnats d'Amérique du Sud           | Asuncion     | 3e       | 4 × 400 m | 3 min 07 s 74 |
| 2017 | Jeux bolivariens                         | Santa Marta  | 4e       | 400 m     | 47 s 00       |
| 2017 | Jeux bolivariens                         | Santa Marta  | 2e       | 4 × 400 m | 3 min 06 s 32 |
| 2018 | Jeux sud-américains                      | Cochabamba   | 7e       | 400 m     | 47 s 93       |
| 2018 | Jeux d'Amérique centrale et des Caraïbes | Barranquilla | 16e      | 400 m     | 48 s 07       |
| 2018 | Jeux d'Amérique centrale et des Caraïbes | Barranquilla | 4e       | 4 × 400 m | 3 min 06 s 62 |
| 2018 | Championnats d'Amérique du Sud espoirs   | Cuenca       | 5e       | 400 m     | 46 s 96       |
| 2019 | Championnats d'Amérique du Sud           | Lima         | 4e       | 400 m     | 46 s 72       |
| 2019 | Jeux panaméricains                       | Lima         | 14e      | 400 m     | 46 s 99       |
| 2019 | Jeux panaméricains                       | Lima         | 8e       | 4 × 400 m | 3 min 10 s 65 |
| 2021 | Championnats d'Amérique du Sud           | Guayaquil    | 5e       | 200 m     | 21 s 03       |
| 2021 | Championnats d'Amérique du Sud           | Guayaquil    | 1er      | 400 m     | 45 s 82       |
| 2023 | Championnats d'Amérique du Sud           | São Paulo    | 1er      | 4 x 400 m | 3 min 04 s 14 |

## Records
| Épreuve | Épreuve   | Performance | Lieu         | Date        |
| ------- | --------- | ----------- | ------------ | ----------- |
| 200 m   | Plein air | 21 s 03     | Guayaquil    | 31 mai 2021 |
| 400 m   | Plein air | 45 s 74     | Barquisimeto | 15 mai 2021 |